# ويليام جارفيس ويليس
ويليام جارفيس ويليس (بالإنجليزية: William Jarvis Willis)‏ هو سياسي نيوزلندي، ولد في 1840، وتوفي في 1 مارس 1884. انتخب عضو مجلس النواب نيوزيلندا.